# Karang Rejo (Bukit)
Karang Rejo is een bestuurslaag in het regentschap Bener Meriah van de provincie Atjeh, Indonesië. Karang Rejo telt 847 inwoners (volkstelling 2010).